# One of Them Days
One of Them Days è un film del 2025 diretto da Lawrence Lamont.

## Trama
La cameriera Dreux Jones, l'aspirante artista Alyssa e il suo fidanzato Keshawn vivono insieme in un complesso residenziale fatiscente a Baldwin Village, Los Angeles, sotto la supervisione di un padrone di casa severo. Il primo del mese, l'uomo esige l'affitto di 1 500 dollari, affermando che saranno sfrattate qualora non paghino entro le 18:00, nonostante sia Dreux che Alyssa giurino di aver già pagato.
Non riuscendo a trovare Keshawn, le due deducono che sia scappato con i soldi; lo rintracciano a casa di Berniece, una sua amante, e lo affrontano. L'uomo ammette di aver usato i soldi per investire nella sua azienda di magliette e durante il conseguente inseguimento Berniece viene investita dalla portiera di un camion, giurando vendetta.
Senza un soldo, Dreux e Alyssa fanno domanda per un prestito payday, ma la richiesta viene respinta a causa del basso punteggio di credito.  In un centro di donazione del sangue, Dreux cerca di donare più sangue possibile per guadagnare abbastanza ma, quando Alyssa lo scopre, si scontra con l'infermiera inesperta, perdendo tutto il sangue donato. Sconfitte, si recano in un vicino fast-food, dove incontrano Maniac, un uomo con cui Dreux aveva flirtato in precedenza. Dopo aver mangiato, Alyssa li lascia soli, con un'idea su come ottenere i soldi.
Poco dopo, Dreux e Maniac vengono chiamati a salvare Alyssa, che si trova su un palo della luce cercando di recuperare un paio di Air Jordan che erano state lasciate lì. Dopo averle recuperate con successo, viene folgorata dai fili. Le due vendono le Jordan per 1.500 dollari e Dreux si presenta puntuale a un colloquio di lavoro per la posizione di responsabile di franchising.
Nel frattempo, Berniece e Keshawn trovano Alyssa che aspetta Dreux.  Nonostante l'ottima impressione suscitata dal colloquio di Dreux, una lite tra le tre donne – durante la quale Berniece picchia entrambe e ruba i 1.500 dollari – lascia un'impressione negativa nei suoi potenziali datori di lavoro, che diventano scettici riguardo la sua assunzione. Mentre Alyssa e Dreux discutono della loro situazione, ricevono una chiamata dallo spietato gangster King Lolo – l'uomo a cui appartenevano le Jordan – che è arrabbiato con loro per aver venduto le sue scarpe e minaccia di ucciderle se non gli pagheranno 5.000 dollari entro le 22:00.
Tornate alla loro abitazione, le due scoprono che il padrone di casa le ha sfrattate e ha gettato tutti i loro beni sul marciapiede. Incontrano la vivace nuova vicina Bethany, che si offre di acquistare un dipinto di Alyssa. Dopo aver visto il suo ampio seguito sui social media, quella sera organizzano e pubblicizzano una galleria d'arte improvvisata nel complesso residenziale per raccogliere fondi da donare a King Lolo, che si rivela un successo.  Guadagnano abbastanza soldi per ripagarlo e l'intervistatrice di Dreux è una delle partecipanti, e le dice di essere rimasta colpita dall'evento e di aspettarsi un'offerta di lavoro.
Re Lolo arriva e Alyssa fugge, dicendo a Dreux di temporeggiare perché ha un piano per evitare di pagargli i soldi guadagnati con tanta fatica. Dopo che vengono sparati dei colpi d'arma da fuoco, le donne distraggono la sua attenzione e si nascondono nel loro vecchio appartamento vuoto, solo per scoprirvi Keshawn, che ha acceso delle candele nel tentativo di riconquistare Alyssa. Re Lolo arriva e, mentre si prepara a uccidere il trio, sbatte la porta alle sue spalle, facendogli cadere in testa un pezzo di soffitto che lo stordisce. Anche le candele vengono rovesciate, dando fuoco all'appartamento. Le donne, Keshawn e un Re Lolo privo di sensi finiscono intrappolati in una stanza piena di fumo, e Alyssa e Dreux si riconciliano. Arrivano i pompieri che sfondano le porte per salvarli, e uno di loro si rivela essere Maniac.  Mentre Maniac e Dreux parlano di iniziare una relazione, King Lolo viene arrestato per non aver rimborsato i suoi prestiti insoluti grazie alla soffiata di Alyssa alla banca. Alyssa finalmente taglia i ponti con Keshawn e le due donne riaccendono la loro amicizia.
In seguito, Dreux si rivela un gestore di franchising di successo e Alyssa diventa una pittrice rinomata, e le due vivono insieme nel loro appartamento appena ristrutturato.

## Produzione
Nell'aprile 2024 è stato annunciato che Keke Palmer e SZA erano state scelte come protagonista del film. Nel luglio dello stesso anno Lil Rel Howery e Maude Apatow si sono aggiunti al cast; mentre nel mese successivo sono stati assunti anche Dewayne Perkins, Amin Joseph, Gabrielle Dennis e DomiNque Perry.

## Distribuzione
Il film è uscito nelle sale cinematografiche il 17 gennaio 2025, distribuito da Sony Pictures Releasing. La première del film a Los Angeles, fissata per il 13 gennaio, è stata annullata a causa degli incendi che hanno colpito Pacific Palisades.

## Accoglienza

### Incassi
Il film ha incassato 51896264 $, di cui 50054690 $ nel mercato domestico nordamericano, a fronte di un budget di produzione di $14 milioni.

### Critica
Sull'aggregatore di recensioni Rotten Tomatoes ha un indice di gradimento del 94% basato su 124 recensioni, Metacritic gli assegna invece una media ponderata di 71 su 100, basata sulle recensioni di 27 critici.